# 平親真
忌部 親真 / 斎部 親真（いみべ の ちかざね / いなべ の ちかざね、生年不詳 - 正元2年2月18日（1260年3月31日）または正応3年2月19日（1290年3月31日））は、平安時代末期から鎌倉時代初期の人物。織田氏・津田氏の祖とされ、織田 親真あるいは津田 親真とも呼ばれる。別諱は親実とも表記される。通称は三郎。官位は権大夫。織田親基の父。

## 経歴
神祇権大祐・忌部親澄と富田三郎基度の孫娘（あるいは蒲生親長の娘）との間の子とされる。貞永2年（1233年）、越前国丹生郡織田荘の織田神社（劔神社）神主。正嘉2年（1258年）に出家し、覚盛あるいは覚性と号した。

## 平資盛の子とする説
一般に流布している織田氏の系図では、親真を平資盛と資盛の愛妾であった三井寺一条坊の阿闍梨真海の姪の間の子とする。
寿永4年（1185年）の平家滅亡に際して、資盛は子を身ごもっていた親真の母を近江蒲生郡津田庄に隠した。母はそこで親真を産み、津田の土豪の妻となり、親真も津田姓と名乗ったとされる。その後、親真は忌部親澄の養子となり、忌部姓へ改め、神官についたという。その後、親真が剃髪して、覚盛（覚性）と号したとされる。
しかし、この説は戦国時代に親真の後裔にあたる織田信長が天下布武に挑んだ際に、本姓を藤原氏（藤原北家利仁流?）から桓武平氏に改姓するために系譜を仮冒したものである。平成23年（2011年）11月1日、福井県越前町教育委員会の発表によると、同町法楽寺で発見された親真の墓石の一部に親真死亡年月日が刻まれており、資盛の子だとすると100歳を超えることが明らかとなったため、小和田哲男は平氏に繋がる家系図は書き換えたものとしている。

## その他の説
越前国の法楽寺石塔によると、上記の調査を繰り返した結果、「親真ではなく親尊という人物の墓」と判明し、織田氏の系譜に親尊の名が親真に替えられた可能性があると述べている。